# Louis Rosier
Louis Rosier,  francoski dirkač Formule 1, * 5. november 1905, Neuilly-sur-Seine, Francija, † 7. oktober 1956, Pariz, Francija. 

## Življenjepis
Dirkal je že pred prvenstvom Formule 1 in v sezoni 1947 zmagal na dirkah za Veliko nagrado Francije in Veliko nagrado Commingesa, v sezoni 1949 pa na dirki za Veliko nagrado Belgije. Prvenstvu Formule 1 se je priključil že v prvi sezoni 1950, ko se je že na prvi dirki za Veliko nagrado Velike Britanije s petim mestom prvič uvrstil med dobitnike točk. To mu je v tej sezoni uspelo še s četrtim mestom na Veliko nagrado Italije in tretjima mestoma na Velikih nagradah Švice in Belgije, kar sta njegovi najboljši uvrstitvi v karieri. V sezoni 1950 je zmagal na neprvenstvenih dirkah za Veliko nagrado Nizozemske in Velika nagrada Albija. Leta 1950 je skupaj s svojim sinom Jean-Louisom Rosierjem zmagal še na dirki 24 ur Le Mansa. V sezoni 1951 je dosegel eno četrto mesto na Veliki nagradi Belgije ob tem pa je zmagal na neprvenstvenih dirkah za Veliko nagrado Bordeauxa in Veliko nagrado Nizozemske. Nato pa se mu v sezonah 1952, ko je zmagal na neprvenstvenih dirkah za Veliko nagrado Albija in Circuit de Cadours, 1953, ko je zmagal na neprvenstvenih dirkah za Veliko nagrado Albija in Les Sables d'Olonne Grand Prix, 1954 in 1955 ni uspelo uvrstiti med dobitnike prvenstvenih točk. To mu je uspelo s petim mestom na Veliki nagradi Nemčije v sezoni 1956, njegovi zadnji dirki Formule 1 v karieri, kajti kmalu za tem je umrl za posledicami nesreče na dirki v francoski komuni Montlhéry.

## Popolni rezultati Formule 1
(legenda) (odebeljene dirke pomenijo najboljši štartni položaj, poševne pa najhitrejši krog, †-uvrščen kljub odstopu)
| Leto | Moštvo                        | Šasija              | Motor                  | 1       | 2       | 3       | 4       | 5      | 6       | 7      | 8       | 9      | Prv | Toč |
| ---- | ----------------------------- | ------------------- | ---------------------- | ------- | ------- | ------- | ------- | ------ | ------- | ------ | ------- | ------ | --- | --- |
| 1950 | Ecurie Rosier                 | Talbot-Lago T26C    | Talbot-Lago Straight-6 | VB 5    | MON Ret | 500     |         |        |         | ITA 4  |         |        | 4.  | 13  |
| 1950 | Automobiles Talbot-Darracq SA | Talbot-Lago T26C-DA | Talbot-Lago Straight-6 |         |         |         | ŠVI 3   | BEL 3  | FRA Ret |        |         |        | 4.  | 13  |
| 1950 | Charles Pozzi                 | Talbot-Lago T26C    | Talbot-Lago Straight-6 |         |         |         |         |        | FRA 6   |        |         |        | 4.  | 13  |
| 1951 | Ecurie Rosier                 | Talbot-Lago T26C-DA | Talbot-Lago Straight-6 | ŠVI 9   | 500     | BEL 4   | FRA Ret | VB 10  | NEM 8   | ITA 7  | ŠPA 7   |        | 13. | 3   |
| 1952 | Ecurie Rosier                 | Ferrari 500         | Ferrari Straight-4     | ŠVI Ret | 500     | BEL Ret | FRA Ret | VB     | NEM     | NIZ    | ITA 10  |        | -   | 0   |
| 1953 | Ecurie Rosier                 | Ferrari 500         | Ferrari Straight-4     | ARG     | 500     | NIZ 7   | BEL 8   | FRA 8  | VB 10   | NEM 10 | ŠVI Ret | ITA 16 | -   | 0   |
| 1954 | Ecurie Rosier                 | Ferrari 500/625     | Ferrari Straight-4     | ARG Ret | 500     | BEL     | FRA Ret | VB Ret | NEM 8   | ŠVI    |         |        | -   | 0   |
| 1954 | Officine Alfieri Maserati     | Maserati 250F       | Maserati Straight-6    |         |         |         |         |        |         |        | ITA 8   |        | -   | 0   |
| 1954 | Ecurie Rosier                 | Maserati 250F       | Maserati Straight-6    |         |         |         |         |        |         |        |         | ŠPA 7  | -   | 0   |
| 1955 | Ecurie Rosier                 | Maserati 250F       | Maserati Straight-6    | ARG     | MON Ret | 500     | BEL 9   | NIZ 9  | VB      | ITA    |         |        | -   | 0   |
| 1956 | Ecurie Rosier                 | Maserati 250F       | Maserati Straight-6    | ARG     | MON Ret | 500     | BEL 8   | FRA 6  | VB Ret  | NEM 5  | ITA     |        | 19. | 2   |